# Júlia nem akar a földön járni
A Júlia nem akar a földön járni a Napoleon Boulevard magyar együttes harmadik nagylemeze. 1988-ban jelent meg a Hungaroton kiadásában. 300 ezer eladott példánnyal aranylemez lett. A címadó dal az együttes legismertebb szerzeményévé vált.
A Júlia nem akar a földön járni című dal végén Vincze Lilla némethez hasonlító néhány sor szöveget énekelt, amelyben német szavakat lehet hallani. Az énekesnő a későbbiekben elmondta, hogy tulajdonképpen ez egy halandzsa-szöveg, ami annyira megtetszett nekik, hogy végül a dal így maradt. 

## Az album dalai
1. Júlia nem akar a földön járni
2. Uram, segíts!
3. Szemtől szembe
4. Vagy az élet volt kegyetlen, vagy a szíved volt kemény
5. Jó lenne
6. Mylord
7. Hidd el, jönnek még jobb idők II.
8. Néha álmodj velem
9. Európa visszavár
10. Vallomás
11. Kína
12. Állok a hídon

## Közreműködők
- Vincze Lilla – ének
- Pócs Tamás – basszusgitár
- Gömör László – dobok, billentyűs hangszerek
- Kollár Attila – fuvola, szaxofon, szintetizátor, vokál
- Cziglán István – gitár, szintetizátor, vokál
- Erdész Róbert – szintetizátor
- Karácsony János – producer

## Fogadtatás
Az 1988 októberében megjelent album már abban a hónapban aranylemez lett, karácsonyra elérte a 200 ezer eladott példányt. Összesen 300 ezer példányt adtak el belőle. A Kultúra.hu kritikája szerint „…a Júlia-album az egyik legjobban sikerült slágerérzékeny magyar poplemez. Újrahallgatva azonnal visszaépülnek a harmóniák, a dallamok, még ha az elmúlt harminc évben nem is jutott eszünkbe elővenni az albumot.”